# Wilhelmsdorf, Saale-Orla
Wilhelmsdorf, Saale-Orla là một đô thị ở huyện Saale-Orla, bang Thüringen, Đức. Đô thị này có diện tích 9,27 km2, dân số thời điểm ngày 31 tháng 12 năm 2006 là 243 người.